# Plymouth Savoy
Der Plymouth Savoy war ein PKW, den der US-amerikanische Chrysler-Konzern unter der Marke Plymouth von 1954 bis 1964 anbot.

## Modellgeschichte

### 1954 – 1958
Für das Modelljahr 1954 ersetzte Plymouth seine gesamte Modellpalette durch neue Fahrzeuge. Der Plymouth Savoy war dabei zwischen dem Einstiegsmodell Plaza und dem Topmodell Belvedere angesiedelt. Die Namen der neuen Modelle waren von bekannten Hotels übernommen worden, in diesem Fall vom Londoner Savoy Hotel.
Der Name Savoy war von Plymouth bereits von 1951 bis 1953 verwendet worden für eine Ausstattungslinie der Full-Size-Modelle. Sowohl der Concord Savoy, als auch der spätere Cranbrook Savoy waren Kombis mit besserer Ausstattung als die günstigeren Suburban-Kombis.
Ab 1955 trug der Plymouth Savoy den sogenannten Forward Look der Marke aus den späten 1950er-Jahren, der vor allem auch durch den Plymouth Fury aus dem Film Christine bekannt wurde. Dieser Stil war von Virgil Exner entworfen und erfreute sich großer Popularität. Besonderes Merkmal sind Heckflossen und eine nach vorne geneigte Front.
Der Savoy war stets als Limousine mit vier Türen oder als Club Sedan genannter Zweitürer im Angebot. Außerdem gabs es einen Kombi und 1956 konnte auch ein Coupe geordert werden. Technisch setzte Plymouth auf eine konventionelle Rahmenbauweise mit Frontmotor und Hinterradantrieb. Als Antrieb dienten zunächst Flathead-Reihensechszylindermotoren. Später folgten V8-Motoren.

### 1959 – 1961
1959 benannte Plymouth, wie es damals aus Marketinggründen üblich war, seine Ausstattungsserien um. Die Namen rutschten dabei jeweils eine Stufe nach unten. Das Topmodell Belvedere bekam den Namen „Fury“, der vorher eine exklusive Sonderausstattung gewesen war. Das mittlere Modell hieß „Belvedere“ statt Savoy. Der Name „Savoy“ wanderte zum Basismodell, das vorher Plaza geheißen hatte, und der Name „Plaza“ verschwand aus dem Programm. Somit hieß der günstige Einstieg in die Full-Size-Klasse „Savoy“. An der Spitze wurde mit „Sport Fury“ ein neuer Name eingeführt.
Als Einstiegsmodell verlor der Savoy beide Hardtop-Karossierieformen, ebenso wie die seitlichen Verzierungen und die bessere Innenausstattung, mit der er als mittlere Baureihe ursprünglich geliefert worden war. Die Verkaufszahlen sanken aber nicht und er wurde so häufig für Taxiflotten eingesetzt, dass 1960 ein ganz neues Modell, der Plymouth Taxi Special aus der Savoy-Baureihe heraus entstand.
Ab 1960 wurde der alte Reihensechszylinder durch den wesentlich moderneren Slant-Six ersetzt, mit dem die Leistung des Basismodells auf 145 bhp (108 kW) anstieg, für den mittlerweile größeren Savoy ein willkommener Zuwachs. Es blieb bei der Limousine mit zwei oder vier Türen, nur 1959 war ein Coupe erhältlich.
Waren die Modelle der späten 1950er noch gelobt worden für ihr Design, wurden die Überarbeitungen der frühen 1960er stark kritisiert. Laut edmunds sind die Plymouth-Modelle von 1960 und 1961 die 12. und 13. hässlichsten Autos aller Zeiten.

“most beholders would agree...it was hit with the ugly stick”

„die meisten Betrachter würden zustimmen...dass es hässlich wie die Nacht war“

### 1962 – 1964
Als das Gerücht aufkam, dass die Konkurrenz kleinere Fahrzeuge für das Jahr 1962 plante, wollte Chrysler diesem Schritt folgen und ebenfalls seine Full-Size-Modelle verkleinern. Allerdings war dieses Gerücht nur teilweise korrekt. Man hatte an der Einführung der neuen Mittelklasse gearbeitet, der Chevrolet Nova und der Ford Fairlane waren zwischen Kompaktklasse und Full-Size angesiedelt.
Die neuen, kleineren Plymouth mit einem immer noch unbeliebten Design wurden von den Käufern schlecht angenommen. Dabei war die neue B-Body Plattform modern, mit einer selbsttragenden Karosserie die trotz kleineren Außenmaßen die gleichen Innenraummaße wie der Vorgänger bot. Der Wagen war auch etwa 400 pound leichter, umgerechnet etwa 180 kg. Als Karosserieversionen wurden weiterhin Limousinen mit zwei oder vier Türen sowie ein Kombi angeboten.
Bereits 1963 folgte eine große Überarbeitung. Eine neue Frontpartie mit vier gleich großen Scheinwerfern ersetzte die alte, ungeliebte Front. Mit einer geraden Seitenlinie und einem höheren Heck sollte der Wagen länger wirken. Das sorgte für eine bessere Kundenakzeptanz.
Eine weitere Überarbeitung folgte 1964, bevor der Name Savoy aus dem Plymouth-Modellprogramm gestrichen wurde. Plymouths Basismodell der großen Klasse in den USA wurde der Plymouth Fury. Nur in Kanada gab es den Savoy noch 1965.

### Suburban
Während der gesamten Bauzeit wurde der Savoy auch als Kombi angeboten. Von 1954 bis 1957 trug dieser den Namen Savoy Suburban. 1958 wurden die Kombis aus der Baureihe ausgegliedert, der Mittelklassekombi hieß Custom Suburban. Da der Savoy 1959 zum Einstiegsmodell der Marke Plymouth wurde, war der zugehörige Einstiegskombi der Deluxe Suburban. Mit dem Wechsel auf die kleinere B-Plattform, wurden die Kombis wieder den jeweiligen Serien zugeordnet, der Name Savoy kehrte zu den Kombis zurück für den Rest der Produktionszeit.

## Trivia
Im Film Christine von John Carpenter wurden auch Savoy- und Belvedere-Modelle zur Darstellung des bösen 1958er-Plymouth Fury eingesetzt, da die Karosserieform (zweitüriger Hardtop) bei allen drei Modellen gleich war.

## Galerie

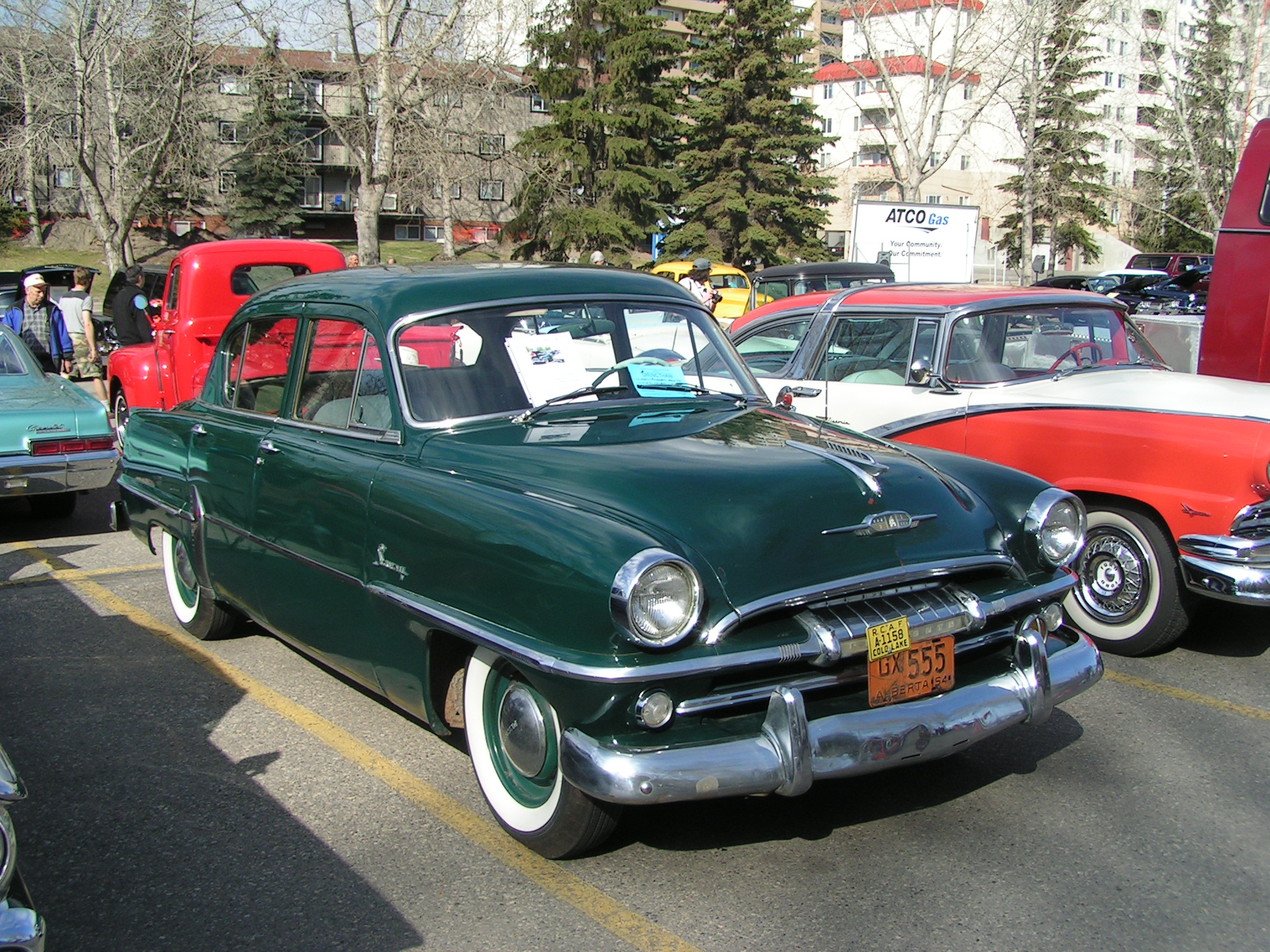
Plymouth Savoy (1954)
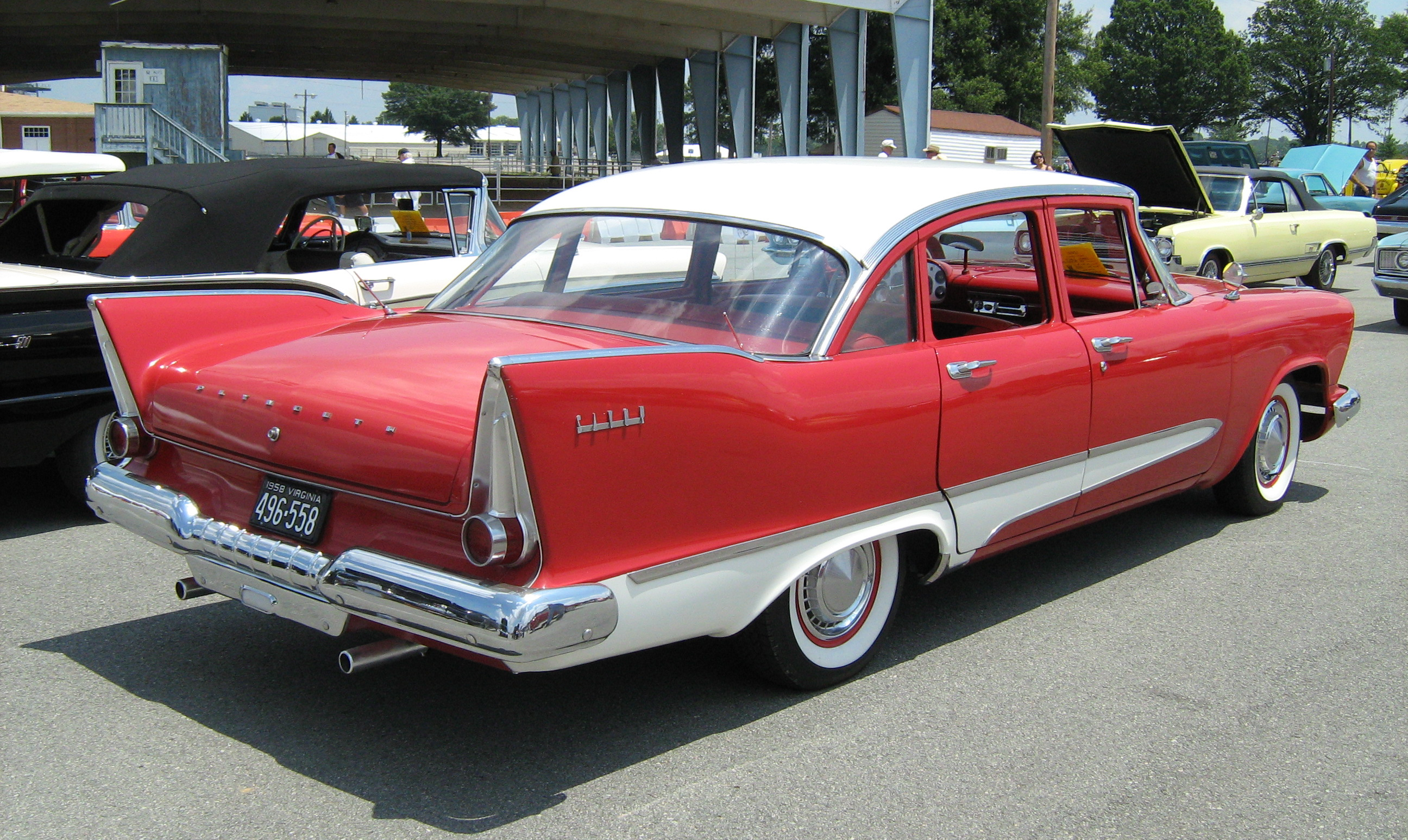
Markante Heckflossen des Modelljahrs 1958
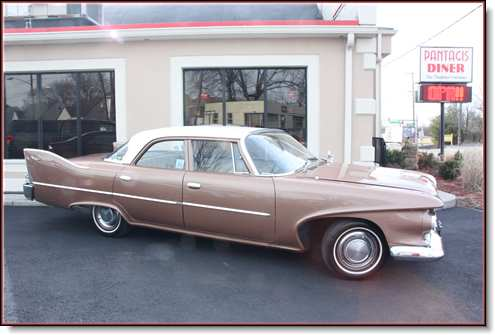
Stilistisch fragwürdig: Savoy von 1960